# 朝聖鰋
朝聖鰋，為輻鰭魚綱鯰形目鮡科的其中一種，為熱帶淡水魚類，分布於亞洲泰國淡水流域，體長可達7公分，棲息在底中層水域，生活習性不明。